# Chilocorus cacti
Chilocorus cacti is een keversoort uit de familie van de lieveheersbeestjes (Coccinellidae). De wetenschappelijke naam van de soort is gepubliceerd in 1767 door Linnaeus.